# Warr Acres
Warr Acres és una ciutat dels Estats Units a l'estat d'Oklahoma. Segons el cens del 2000 tenia 9.735 habitants.

## Demografia
Segons el cens del 2000, Warr Acres tenia 9.735 habitants, 3.978 habitatges, i 2.681 famílies. La densitat de població era de 1.337,6 habitants per km².
Dels 3.978 habitatges en un 32,4% hi vivien nens de menys de 18 anys, en un 48,1% hi vivien parelles casades, en un 15,4% dones solteres, i en un 32,6% no eren unitats familiars. En el 28% dels habitatges hi vivien persones soles el 9,7% de les quals corresponia a persones de 65 anys o més que vivien soles. El nombre mitjà de persones vivint en cada habitatge era de 2,42 i el nombre mitjà de persones que vivien en cada família era de 2,96.
Per edats la població es repartia de la següent manera: un 25,9% tenia menys de 18 anys, un 9% entre 18 i 24, un 28,7% entre 25 i 44, un 22,1% de 45 a 60 i un 14,3% 65 anys o més.
L'edat mediana era de 36 anys. Per cada 100 dones de 18 o més anys hi havia 83,8 homes.
La renda mediana per habitatge era de 36.187 $ i la renda mediana per família de 42.475 $. Els homes tenien una renda mediana de 31.127 $ mentre que les dones 24.081 $. La renda per capita de la població era de 18.955 $. Entorn del 7% de les famílies i el 10,1% de la població estaven per davall del llindar de pobresa.

## Poblacions més properes
El següent diagrama mostra les poblacions més properes.